# Hrabstwo Rock Island
Hrabstwo Rock Island – hrabstwo w USA, w stanie Illinois, według spisu z 2000 roku liczba ludności wynosiła 149 374. Siedzibą hrabstwa jest Rock Island.

## Geografia
Według spisu hrabstwo zajmuje powierzchnię 1168 km², z czego 1105 km² stanowią lądy, a 63 km² (5,41%) stanowią wody.

### Miasta
- East Moline
- Moline
- Rock Island
- Silvis

### CDP
- Coyne Center
- Rock Island Arsenal

### Wioski
- Andalusia
- Carbon Cliff
- Coal Valley
- Cordova
- Hampton
- Hillsdale
- Milan
- Oak Grove
- Port Byron
- Rapids City
- Reynolds

### Sąsiednie hrabstwa
- Hrabstwo Clinton – północ
- Hrabstwo Whiteside – północny wschód
- Hrabstwo Henry – południowy wschód
- Hrabstwo Mercer – południe
- Hrabstwo Louisa – południowy zachód
- Hrabstwo Muscatine – zachód
- Hrabstwo Scott – północny zachód

## Historia
Hrabstwo zostało utworzone w 1831 roku z hrabstwa Jo Daviess. Zostało nazwane nazwą wyspy na rzece Missisipi.

## Demografia
Według spisu z 2000 roku hrabstwo zamieszkuje 149 374 osób, które tworzą 60 712 gospodarstw domowych oraz 39 159 rodzin. Gęstość zaludnienia wynosi 135 osób/km². Na terenie hrabstwa jest 64 489 budynków mieszkalnych o częstości występowania wynoszącej 58 budynków/km². Hrabstwo zamieszkuje 85,52% ludności białej, 7,54% ludności czarnej, 0,27% rdzennych mieszkańców Ameryki, 1,02% Azjatów, 0,03% mieszkańców Pacyfiku, 3,76% ludności innej rasy oraz 1,86% ludności wywodzącej się z dwóch lub więcej ras, 8,56% ludności to Hiszpanie, Latynosi lub inni.
W hrabstwie znajduje się 60 712 gospodarstw domowych, w których 28 90% stanowią dzieci poniżej 18 roku życia mieszkający z rodzicami, 49,10% małżeństwa mieszkające wspólnie, 11,60% stanowią samotne matki oraz 35,50% to osoby nie posiadające rodziny. 30,20% wszystkich gospodarstw domowych składa się z jednej osoby oraz 12,50% zyję samotnie i ma powyżej 65 roku życia. Średnia wielkość gospodarstwa domowego wynosi 2,38 osoby, a rodziny wynosi 2,97 osoby.
Przedział wiekowy populacji hrabstwa kształtuje się następująco: 23,80% osób poniżej 18 roku życia, 10% pomiędzy 18 a 24 rokiem życia, 27,30% pomiędzy 25 a 44 rokiem życia, 23,80% pomiędzy 45 a 64 rokiem życia oraz 15,10% osób powyżej 65 roku życia. Średni wiek populacji wynosi 38 lat. Na każde 100 kobiet przypada 94,40 mężczyzn. Na każde 100 kobiet powyżej 18 roku życia przypada 91,40 mężczyzn.
Średni dochód dla gospodarstwa domowego wynosi 38 608 USD, a średni dochód dla rodziny wynosi 47 956 dolarów. Mężczyźni osiągają średni dochód w wysokości 35 998 dolarów, a kobiety 24 234 dolarów. Średni dochód na osobę w hrabstwie wynosi 20 164 dolarów. Około 8,10% rodzin oraz 10,70% ludności żyje poniżej minimum socjalnego, z tego 15,70% poniżej 18 roku życia oraz 6,80% powyżej 65 roku życia.